# Louie élete
A Louie élete (eredeti címén Life with Louie) amerikai televíziós rajzfilmsorozat, amelyet Louie Anderson írt. A történeteket a saját gyerekkora alapján írta. A rajzfilmet Matthew O'Challagan készítette. Amerikában a Fox Network tévécsatornán vetítették. Magyarországon a Fox Kids (később a Jetix) tévécsatornán sugározták. Louie Anderson a családjával Cedar Knoll-ban, egy Wisconsin-i kisvárosban éli mindennapjait.

## Szereplők

### Louie családja
- Louie Anderson: Ő a főszereplő, egy 8 éves kisfiú, aki egy nagy családban született 10. gyerekként. A bátyjai gyakran ugratták, amikor kisebb volt. A legjobb barátja Mike Grunewald, akivel már születésük óta barátok. A legjobb lány-barátja Jeannie Harper, aki gyakran megvédi őt a csúfolódó gyerekektől. Sokat eszik és keveset mozog, emiatt túlsúlyos (a későbbiekben megszereti a baseball-t). Louie a részek során számos képességéről, többek között nyers humoráról tesz tanúbizonyságot (Pl. Andy Anderson: Louie ellenőrizd a télapót, annak földelve kell lennie! Louie: Légy te földelve!) és sokszor hoz rossz döntéseket, de a részek végére mindig rátér/rátérítik a helyes útra, és elmondja tanulságait az esetről.
- Andrew (Andy) Anderson: Louie (és még 10 gyermek) édesapja. Katona volt a második világháború idején, amit szinte minden részben valamilyen formában megemlít. Mint a legtöbbször kiderül, sokszor túloz. Ha valami váratlan történik, hevesen reagál, mintha még mindig a harcmezőn lenne, és gyakran használ katonai kifejezéseket, második világháborús hírességek neveit. Nehezen mutatja ki érzelmeit, de nagyon szereti családját (feleségének még verseket is írt).
- Ora Anderson (leánykori nevén Shermann): Andy felesége, Louie édesanyja. Nagyon kedves és segítőkész asszony. Egész nap házimunkát végez, főz, vagy a gyermekeinek segít. Mindig le tudja csillapítani férjét Andyt. Louie egyik legfőbb segítője és tanácsadója a fiú életben, gyermekeit a lehető legtisztességesebben akarja nevelni.
- Tommy Anderson: Az Anderson család legfiatalabb tagja, testvérei közül ő áll legközelebb Louie-hoz. Louie gyakran ijesztgeti őt (mondván, hogy őt is ijesztgették a bátyjai). Bár még nem jár iskolába, kiderül róla, hogy okos és ügyes fiú (például hamar megtanul síelni).
- Julie, Laura és Carol Anderson: Louie nővérei. Közülük Julie a legidősebb, őt csak említik a sorozatban. Laura és Carol még otthon laknak, de nem sokszor szerepelnek.
- Sid, Charlie, John, Peter és Danny Anderson: Louie bátyjai. Közülük már csak Danny él a családdal, a többieket csak említik.
- Henrietta Shermann: Louie nagymamája (Ora édesanyja), közel áll Louie-hoz. Andy mindig kritizálja, de titkon szereti anyósát.

### Louie barátai
- Mike Grunewald: Louie legjobb barátja, együtt nőttek fel. Louie és Mike apja, Earl, munkatársak és jó barátok. Néha vitatkoznak, de mindig kibékülnek. Édesanyja, Kitty, barátnője Orának.
- Jeannie Harper: Louie legjobb lány barátja, aki gyakran megvédi. Kicsit több van köztük barátságnál, de 8 évesen még nem nagyon törődnek vele. Jeannie inkább a fiúkkal barátkozik, lányok társaságában ritkán látni. Az első csókjuk egy színdarabban (Csipkerózsika) csattant el, nagy közönség előtt.
- Kelly Wasett: Louie egy nyaralóban találkozik vele. Mivel nem szép lány, sokan csúfolják, de Louie kedveli, bár csak nyaranta párszor találkoztak gyerekként. A felnőtt Louie elmeséli, hogy később egy újságban szépségkirálynőként látja viszont Kellyt.
- Scott Jensen: Louie szomszédja és barátja. Akkor költöztek Cedar Knoll-ba, amikor Louie 8 éves volt. Az apja patológus, gyakran vitatkoznak Andyvel.
- Glen Glenn: Ő állandóan gúnyolja Louie-t (és más gyerekeket is).  Mindenki fél tőle, ezért nem népszerű. Az édesanyjától (főleg a hangjától) az egész város retteg.

## Évadok és epizódok
A rajzfilmsorozatból 3 évadnyi anyag készült el, amely itt 39 részt jelent. Az első évadot 1995 és 1996 évében vetítették, az első amit leadtak a karácsonyi különleges kiadás volt, amelyben Mrs. Stilmann-nak a szomszéd nénit lepik meg azzal, hogy karácsonyi díszbe öltöztetik a házát (később kiderül, hogy az asszony zsidó volt, ezért nem díszítette fel a házát). A kezdetleges sikereken felbuzdulva még 1996-ban elkezdték a következő részek készítését. 1996 második félévében már vetítették a második évadot, amely 1997-ig tartott. A 3. évad az előzőekhez hasonlóan még a 2. évad vetítése alatt elkészült és a sikeres második évad után közvetlenül levetítették a harmadik és egyben utolsót is. Az epizódok jelentős részét a felnőtt Louie Anderson kezdi meg, és ő adja a történetek bevezetőjét. A főcímdal mindig azzal kezdődik, hogy a gyermek Louie Anderson a tévéhez szalad és bekapcsolja, amelyen megjelenik a felnőtt Louie aki híressé vált mondatával nyitja meg a főcímdalt, amely így hangzik: „Hadd meséljek a családomról!”